# Octomeria pumila
Octomeria pumila là một loài thực vật có hoa trong họ Lan. Loài này được Seehawer mô tả khoa học đầu tiên năm 2008.